# Amaury Triaud
Amaury H.M.J. Triaud (1984, Bordeus, França) és un astrofísic francès, especialitzat en la detecció i caracterització d'exoplanetes.
Triaud realitzà els seus estudis secundaris al Lycée St Martin, Angers, País del Loira, França, completant el batxillerat en l'especialitat de matemàtiques el 2002. Després va seguir els seus estudis universitaris a la Universitat de Saint Andrews a Escòcia on es va graduar el 2007 amb un Màster en Física. Amplià estudis a la Universitat de Bordeus, França (2003-04), a la Universitat Schiller de Jena, Alemanya (2005), a l'Observatori de la Universitat de Ginebre, Suïssa (2006) i novament a la Universitat de Saint Andrews (2006-07). El 2007 es va traslladar a la Universitat Ginebra, Suïssa, per seguir un programa de doctorat de quatre anys que el va completar a l'agost de 2011 sota la supervisió de Didier Queloz.. Posteriorment ha realitzat estades post-doctorals a l'Observatori de Ginebra, al Massachusetts Institute of Technology, a la Universitat de Toronto, Canadà, i a la Universitat de Cambridge.
El nombre, la varietat i la taxa de citacions de les seves publicacions són un testimoni dels seus èxits. Va realitzar la confirmació de la velocitat radial de candidats a exoplanetes observats pel projecte WASP (Recerca Gran Angular de Planetes) mitjançant la tècnica dels trànsits. Això va portar a la confirmació de 48 nous sistemes exoplanetaris propers. Triaud va optar per centrar-se a mesurar l'angle entre l'eix de rotació de l'estrella i l'òrbita del planeta. Múltiples observacions utilitzant l'espectrògraf HARPS de l'Observatori Europeu Austral (ESO) van donar a conèixer les primeres proves de planetes en òrbites retrògrades i van trobar que una gran part dels planetes jovians calents no ocupen òrbites coplanars amb la seva estrella. Aquests resultats van sacsejar àmpliament el pensament mantingut sobre la formació planetària i de migració d'escenaris i van desencadenar una onada de treballs teòrics i observacions addicionals.
El 2017 participà com a segon autor en el descobriment de quatre exoplanetes semblants a la Terra del sistema TRAPPIST-1, del qual ja se'n coneixien altres tres.

## Premis
Rebé el Premi MERAC 2014, de la Societat Astronòmica Europea, per a la millor tesi doctoral en astrofísica observacional, per la seva tesi sobre el descobriment i caracterització de molts sistemes exoplanetaris nous.